# 8. Wahlkreis der Franzosen im Ausland
Der Achte Wahlkreis der Franzosen im Ausland (französisch huitième circonscription des Français établis hors de France) ist einer von elf Wahlkreisen, die jeweils einen Vertreter der im Ausland wohnenden Franzosen in die französische Nationalversammlung wählen.
Dieser Wahlkreis hat bei den Parlamentswahlen 2012 seinen ersten Vertreter gewählt.

## Gebiet
Der Auslandswahlkreis umfasst alle französischen Staatsbürger, die in den folgenden sieben südeuropäischen Ländern leben: Zypern, Griechenland, der Heilige Stuhl (Vatikan), Italien, Malta, San Marino und die Türkei sowie ein Land im Nahen Osten: Israel. Am Neujahrstag 2011 waren 144.505 französische Staatsbürger registriert, davon 78.748 in Israel, 46.554 in Italien und 17 im Heiligen Stuhl.
Frankreich erkennt den Staat Palästina nicht an, aber die französischen Einwohner im Gazastreifen und im Westjordanland, die als Einwohner Israels gezählt werden, sind wahlberechtigt. Bei der Einrichtung des Wahlkreises waren 229 französische Staatsbürger in Gaza oder im Westjordanland registriert, und in Ramallah wurde ein Wahllokal eröffnet.

## Abgeordnete
| Wahl | Abgeordneter                         | Abgeordneter                                  | Partei                               |
| ---- | ------------------------------------ | --------------------------------------------- | ------------------------------------ |
| 2012 |                                      | Daphna Poznanski-Benhamou (von 2012 bis 2013) | Parti socialiste                     |
| 2012 | Die Wahl wurde für ungültig erklärt. |                                               |                                      |
| 2012 |                                      | Meyer Habib (von 2013 bis 2017)               | Union des démocrates et indépendants |
| 2017 |                                      | Meyer Habib                                   | Union des démocrates et indépendants |
| 2022 |                                      | Meyer Habib (von 2022 bis 2023)               | Union des démocrates et indépendants |
| 2022 | Die Wahl wurde für ungültig erklärt. |                                               |                                      |
| 2022 |                                      | Meyer Habib (von 2023 bis 2024)               | Union des démocrates et indépendants |
| 2024 |                                      | N/A                                           | N/A                                  |

## Wahlergebnisse

### Parlamentswahl 2022
| Kandidaten               | Kandidaten               | Parteien                                                                   | 1. Wahlgang | 1. Wahlgang | 2. Wahlgang | 2. Wahlgang |
| Kandidaten               | Kandidaten               | Parteien                                                                   | Stimmen     | %           | Stimmen     | %           |
| ------------------------ | ------------------------ | -------------------------------------------------------------------------- | ----------- | ----------- | ----------- | ----------- |
|                          | Meyer Habibgewählt       | UDI – Union des démocrates et indépendants                                 | 4.552       | 28,7        | 8.470       | 50,6        |
|                          | Deborah Abisror-de Lieme | ENS – Ensemble ! (La République en marche)                                 | 4.402       | 27,8        | 8.277       | 49,4        |
|                          | Isabelle Rivolet         | NUP – Nouvelle union populaire écologique et sociale (La France insoumise) | 2.986       | 18,8        |             |             |
|                          | Serge Siksik             | REC – Reconquête                                                           | 1.095       | 6,9         |             |             |
|                          | Milad Ezabadir           | DIV – Union des centristes et des écologistes                              | 793         | 5,0         |             |             |
|                          | Léa Agathe Hetz          | DIV – Volt                                                                 | 559         | 3,5         |             |             |
|                          | Hélène Lehmann           | DIV – Fédération de la gauche républicaine                                 | 470         | 3,0         |             |             |
|                          | Marie-Françoise Carbonne | RN – Rassemblement National                                                | 296         | 1,9         |             |             |
|                          | Rachel Touitou           | ECO – Parti animaliste                                                     | 227         | 1,4         |             |             |
|                          | José Garson              | DVC – Unabh. (Horizons Dissident)                                          | 205         | 1,3         |             |             |
|                          | Florence Collet          | DIV – Unabh.                                                               | 124         | 0,8         |             |             |
|                          | Florian Picod            | DVG – République souveraine                                                | 65          | 0,4         |             |             |
|                          | Margaux Serbat           | RDG – Parti radical de gauche                                              | 53          | 0,3         |             |             |
| Gesamt                   | Gesamt                   | Gesamt                                                                     | 15.847      | 100         | 16.747      | 100         |
|                          |                          |                                                                            |             |             |             |             |
| Leere Stimmzettel        | Leere Stimmzettel        | Leere Stimmzettel                                                          | 180         | 1,1         | 1.468       | 8,0         |
| Ungültige Stimmzettel    | Ungültige Stimmzettel    | Ungültige Stimmzettel                                                      | 16          | 0,1         | 68          | 0,4         |
| Wähler                   | Wähler                   | Wähler                                                                     | 16.043      | 12,2        | 18.283      | 13,9        |
| Wahlberechtigte          | Wahlberechtigte          | Wahlberechtigte                                                            | 131.219     |             | 131.216     |             |
|                          |                          |                                                                            |             |             |             |             |
| Quelle: Innenministerium |                          |                                                                            |             |             |             |             |

### Nachwahlen 2023
Die Wahl 2022 wurde vom Verfassungsrat für ungültig erklärt. Der erste Wahlgang der Nachwahl fand am 2. April statt, der zweite Wahlgang am 16. April.
| Kandidaten               | Kandidaten               | Parteien                                                         | 1. Wahlgang | 1. Wahlgang | 2. Wahlgang | 2. Wahlgang |
| Kandidaten               | Kandidaten               | Parteien                                                         | Stimmen     | %           | Stimmen     | %           |
| ------------------------ | ------------------------ | ---------------------------------------------------------------- | ----------- | ----------- | ----------- | ----------- |
|                          | Meyer Habibgewählt       | UDI – Union des démocrates et indépendants                       | 5.985       | 38,3        | 8.075       | 54,0        |
|                          | Deborah Abisror-de Lieme | ENS – Ensemble pour la République (Renaissance)                  | 3.850       | 24,7        | 6.882       | 46,0        |
|                          | Yael Lerer               | NUP – Nouvelle union populaire écologique et sociale (Unabh.)    | 2.445       | 15,7        |             |             |
|                          | Juliette de Causans      | DVC – Égalité Europe Écologie                                    | 1.151       | 7,4         |             |             |
|                          | Hélène Lehmann           | DVG – Fédération de la gauche républicaine                       | 973         | 6,2         |             |             |
|                          | Serge Siksik             | REC – Reconquête                                                 | 924         | 5,9         |             |             |
|                          | Michelle Odelin          | ECO – Tous unis pour le vivant (MÉI – Le Trèfle – MHAN – Sonst.) | 247         | 1,6         |             |             |
|                          | Frédéric Chaouat         | DIV – La sagesse politique                                       | 33          | 0,2         |             |             |
| Gesamt                   | Gesamt                   | Gesamt                                                           | 15.608      | 100         | 14.957      | 100         |
|                          |                          |                                                                  |             |             |             |             |
| Leere Stimmzettel        | Leere Stimmzettel        | Leere Stimmzettel                                                | 346         | 2,2         | 1.357       | 8,3         |
| Ungültige Stimmzettel    | Ungültige Stimmzettel    | Ungültige Stimmzettel                                            | 23          | 0,1         | 30          | 0,2         |
| Wähler                   | Wähler                   | Wähler                                                           | 15.977      | 11,6        | 16.344      | 11,8        |
| Wahlberechtigte          | Wahlberechtigte          | Wahlberechtigte                                                  | 138.285     |             | 138.245     |             |
|                          |                          |                                                                  |             |             |             |             |
| Quelle: Innenministerium |                          |                                                                  |             |             |             |             |

### Parlamentswahl 2024
| Kandidaten               | Kandidaten               | Parteien                                        | 1. Wahlgang | 1. Wahlgang | 2. Wahlgang | 2. Wahlgang |
| Kandidaten               | Kandidaten               | Parteien                                        | Stimmen     | %           | Stimmen     | %           |
| ------------------------ | ------------------------ | ----------------------------------------------- | ----------- | ----------- | ----------- | ----------- |
|                          | Caroline Yadangewählt    | ENS – Ensemble pour la République (Renaissance) | 7.855       | 24,2        | 18.302      | 52,7        |
|                          | Meyer Habib              | LR – Les Républicains                           | 11.557      | 35,6        | 16.428      | 47,3        |
|                          | Yaël Lerer               | UG – Nouveau Front populaire (Unabh.)           | 7.516       | 23,1        |             |             |
|                          | Guillaume Bensoussan     | REC – Reconquête                                | 2.044       | 6,3         |             |             |
|                          | Aurélie Assouline        | LR – Unabh. (LR Dissident)                      | 1.329       | 4,1         |             |             |
|                          | Gilles Neffati           | DVC – Égalité Europe Écologie                   | 1.025       | 3,2         |             |             |
|                          | Valérie Chartrain        | DVG – Volt                                      | 457         | 1,4         |             |             |
|                          | Nicolas Spitalas         | DIV – France libre                              | 299         | 0,9         |             |             |
|                          | Philippe Hababou Solomon | DVD – Unabh.                                    | 197         | 0,6         |             |             |
|                          | David Bizet              | DIV – Union des démocrates musulmans français   | 188         | 0,6         |             |             |
|                          | Benjamin Sigoura         | DIV – Unabh.                                    | 15          | 0,0         |             |             |
| Gesamt                   | Gesamt                   | Gesamt                                          | 32.482      | 100         | 34.730      | 100         |
|                          |                          |                                                 |             |             |             |             |
| Leere Stimmzettel        | Leere Stimmzettel        | Leere Stimmzettel                               | 503         | 1,5         | 1.431       | 4,0         |
| Ungültige Stimmzettel    | Ungültige Stimmzettel    | Ungültige Stimmzettel                           | 85          | 0,3         | 61          | 0,2         |
| Wähler                   | Wähler                   | Wähler                                          | 33.070      | 22,2        | 36.222      | 24,3        |
| Wahlberechtigte          | Wahlberechtigte          | Wahlberechtigte                                 | 148.957     |             | 148.948     |             |
|                          |                          |                                                 |             |             |             |             |
| Quelle: Innenministerium |                          |                                                 |             |             |             |             |